# Erschwerniszulagenverordnung
Die Erschwerniszulagenverordnung (EZulV) regelt die Gewährung von Zulagen zur Abgeltung besonderer, bei der Bewertung des Amtes oder bei der Regelung der Anwärterbezüge nicht berücksichtigter Erschwernisse (Erschwerniszulagen) für Empfänger von Dienstbezügen und Anwärterbezügen des Bundes. Durch eine Erschwerniszulage wird ein mit der Erschwernis verbundener Aufwand mit abgegolten. Sie gilt grundsätzlich für Bundesbeamte und Soldaten.
Laut Statistischem Bundesamt sind die Erschwerniszulagen für den Dienst zu ungünstigen Zeiten (DuZ) und den Dienst zu wechselnden Zeiten (DwZ) die Zulagen mit dem höchsten Auszahlungsvolumen. Die beiden Zulagen die in der Regel über den gleichen Forderungsnachweis beantragt und abgerechnet werden hatten in 2021 insgesamt über 750.000 Zahlfälle mit einem Auszahlungsvolumen in Höhe von ca. 135.000.000 Euro. Das Antragsverfahren ist im Wesentlichen noch papiergebunden und verursacht einen jährlichen Verwaltungsaufwand in Höhe von ca. 33.000.000 Euro.

## Gliederung
- Abschnitt 1: Allgemeine Vorschriften
- Abschnitt 2: Einzeln abzugeltende Erschwernisse
  - Titel 1: Zulage für Dienst zu ungünstigen Zeiten
  - Titel 2: Zulage für Tauchertätigkeit
  - Titel 3: Zulagen für den Umgang mit Munition und Sprengstoffen
  - Titel 4: Zulage für Tätigkeiten an Antennen und Antennenträgern; Zulage für Tätigkeiten an Geräten und Geräteträgern des Wetterdienstes und des Vermessungsdienstes sowie an Windmasten des lufthygienischen Überwachungsdienstes
  - Titel 5 Sonstige einzeln abzugeltende Erschwernisse
- Abschnitt 3: Zulage für Dienst zu wechselnden Zeiten
- Abschnitt 4: Zulagen in festen Monatsbeträgen
- Abschnitt 5: Übergangsregelungen

## Einzeln abzugeltende Erschwernisse

### Zulage für Dienst zu ungünstigen Zeiten
Empfänger von Dienstbezügen in Besoldungsgruppen mit aufsteigenden Gehältern und Empfänger von Anwärterbezügen erhalten eine Zulage für Dienst zu ungünstigen Zeiten, wenn sie mit mehr als fünf Stunden im Kalendermonat zum Dienst zu ungünstigen Zeiten herangezogen werden. Die Zulage beträgt für Dienst an Sonntagen und gesetzlichen Wochenfeiertagen, an den Samstagen vor Ostern und Pfingsten nach 12.00 Uhr sowie am 24. und 31. Dezember jeden Jahres nach 12.00 Uhr, wenn diese Tage nicht auf einen Sonntag fallen, 6,31 Euro je Stunde, an den übrigen Samstagen in der Zeit zwischen 13.00 Uhr und 20.00 Uhr 1,49 Euro je Stunde sowie im Übrigen in der Zeit zwischen 20.00 Uhr und 6.00 Uhr 2,97 Euro je Stunde.

### Zulage für Tauchertätigkeit
Beamte und Soldaten erhalten für Übungen oder Arbeiten im Wasser im Taucheranzug ohne Helm oder ohne Tauchgerät, mit Helm oder Tauchgerät sowie als Ausbilder für die U-Boot-Rettung im Einsatzausbildungszentrum Schadensabwehr Marine in Erstverwendung sowie in Druckkammern eine nach Tauchtiefe gestaffelte stündliche Zulage.

### Zulagen für den Umgang mit Munition und Sprengstoffen
Soldaten mit Berechtigungsschein zum Vernichten von Munition oder mit abgeschlossener Ausbildung als Feuerwerker und Beamte mit Befähigungsschein F erhalten, wenn sie auf Truppenübungs- oder Schießplätzen, auf See, bei Erprobungsstellen der Bundeswehr oder gemäß dienstlicher Weisung an sonstigen Plätzen Blindgänger (Munition) räumen oder vernichten, eine Zulage von 4,67 bis 9,40 Euro je Tag.
Sprengstoffentschärfer erhalten eine Zulage von 35,78 Euro je Einsatz im unmittelbaren Gefahrenbereich, Sprengstoffermittler von 21,48 Euro je Einsatz.

### Zulage für Tätigkeiten an Antennen
Beamte und Soldaten erhalten eine nach Höhe gestaffelte Zulage pro Tag für Tätigkeiten an Antennen oder Antennenträgern, wenn diese Tätigkeiten zu ihren regelmäßigen Aufgaben gehören.

### Sonstige einzeln abzugeltende Erschwernisse
Beamte und Soldaten, die an einer Klimaerprobung im Freien bei extremen Kälte- oder Hitzeeinwirkungen teilnehmen, erhalten eine Zulage von 2,87 bis 3,58 Euro täglich. Soldaten im Unterdruckkammerdienst beim Flugmedizinischen Institut der Luftwaffe, die in einer simulierten Höhe von mindestens 5.000 m verwendet werden, erhalten eine Zulage in Höhe von 9,36 Euro pro Stunde, sofern kein Anspruch auf Fliegerzulage besteht. Beamte und Soldaten des Feuerwehrdienstes der Bundeswehr erhalten für die praktische Ausbildung in Feuerwehrübungshäusern oder vergleichbaren Anlagen, in denen Brandereignisse unter realen Bedingungen simuliert werden, eine Zulage in Höhe von 11,75 Euro pro Stunde. Sie erhalten für die praktische Ausbildung in der Rettung aus Höhen und Tiefen eine Zulage in Höhe von 1,50 Euro pro Stunde. Beamte, die bei ihrer Kontroll- oder Ermittlungstätigkeit Fäkalien oder mit Fäkalien oder Körperflüssigkeiten kontaminierte Personen oder Gegenstände manuell untersuchen, erhalten eine Zulage von 11,10 Euro für jeden Tag, an dem diese Tätigkeit ausgeübt wird, höchstens jedoch 111 Euro monatlich.

## Zulage für Dienst zu wechselnden Zeiten
Beamte und Soldaten erhalten eine monatliche Zulage, wenn sie zu wechselnden Zeiten zum Dienst herangezogen werden und im Kalendermonat mindestens 5 Stunden Dienst in der Zeit zwischen 20 Uhr und 6 Uhr (Nachtdienststunden) leisten. Die Zulage setzt sich zusammen aus einem Grundbetrag von 2,40 Euro je geleisteter Nachtdienststunde, höchstens jedoch 108 Euro monatlich, einem Erhöhungsbetrag von 1 Euro für jede zwischen 0 Uhr und 6 Uhr geleistete Stunde sowie einem monatlichen Zusatzbetrag von 20 Euro für Beamte und Soldaten, die im Kalendermonat mindestens dreimal überwiegend an einem Samstag, Sonntag oder Feiertag zu Diensten herangezogen werden.

## Zulagen in festen Monatsbeträgen
Zu den Zulagen mit festen Monatsbeträgen gehören die Zulagen für:
- besondere Dienste in der Gesundheits- und Krankenpflege
- besondere Einsätze
  - in der GSG 9 der Bundespolizei
  - im Zollfahndungsdienst in der Zentralen Unterstützungsgruppe Zoll
  - im Zollfahndungsdienst in einer Observationseinheit Zoll
  - im Bundeskriminalamt in einem Mobilen Einsatzkommando
  - im Personenschutzkommando Ausland
  - in der Bundespolizei als Flugsicherheitsbegleiter oder als Verdeckter Ermittler unter Legende
  - in einer Beweissicherungs- und Festnahmeeinheit plus der Bundespolizei
  - als sonstiger Personenschützer
  - in der Bundespolizei in einer Mobilen Fahndungseinheit
  - in der Bundespolizei in einer Beweissicherungs- und Festnahmehundertschaft
  - bei den Nachrichtendiensten des Bundes in einer Observations-Gruppe
  - bei den Nachrichtendiensten des Bundes als zur verdeckten Informationsbeschaffung operativ tätiger Beamter im Außendienst oder mit unmittelbarem Kontakt zu Personen von nachrichtendienstlichem Interesse
  - bei den Nachrichtendiensten des Bundes, bei den Polizeibehörden des Bundes (Bundespolizei, Bundeskriminalamt, Polizeibehörden des Bundes) sowie beim Zollfahndungsdienst als überwiegend im Außendienst zur verdeckten Einsatz- und Ermittlungsunterstützung eingesetzter Operativtechniker
- Polizeivollzugsbeamte als fliegendes Personal
- die Beseitigung von Munition aus den Weltkriegen
- Tätigkeiten im Seuchenbetrieb des Friedrich-Loeffler-Instituts
- Tätigkeiten an Bord in Dienst gestellter seegehender Schiffe
- Tätigkeiten an Bord in Dienst gestellter U-Boote
- Tätigkeiten im Maschinenraum seegehender Schiffe
- Minentaucher
- fliegendes Personal der Bundeswehr und anderer Einrichtungen des Bundes
- technische Luftfahrzeugführer im Erprobungs- und Güteprüfdienst
- Fallschirmspringer
- Verwendungen im militärischen Flugsicherungsbetriebsdienst und im Einsatzführungsdienst
- Verwendungen in verbunkerten Anlagen im Geschäftsbereich des Bundesministeriums der Verteidigung
- Ausbilder bei Einzelkämpferlehrgängen
- Bergführer
- Spezialkräfte der Bundeswehr
- besondere Erprobungs- und Versuchsarbeiten im Geschäftsbereich des Bundesministeriums der Verteidigung
- spezialisierte Kräfte der Bundeswehr
- für besonders befähigte Unterstützungskräfte der Spezialkräfte der Bundeswehr
- für Tätigkeiten im protokollarischen Dienst des Wachbataillons beim Bundesministerium der Verteidigung